# Neurobasis longipes
Neurobasis longipes là loài chuồn chuồn trong họ Calopterygidae. Loài này được Hagen mô tả khoa học đầu tiên năm 1887.